# Humberto Cervantes Vega
Humberto Cervantes Vega (Nieves, Zacatecas, 7 de marzo de 1944-Montemorelos, Nuevo León, 2 de diciembre de 2021) fue un político mexicano, miembro del Partido Revolucionario Institucional (PRI). Ha sido en dos ocasiones diputado federal y presidente municipal de Guadalupe.

## Biografía
Fue licenciado en Derecho y Ciencias Sociales por la Universidad Autónoma de Nuevo León (UANL). Su primer cargo público fue síndico 1° del municipio de Monterrey en el ayuntamiento encabezado por Leopoldo González Sáenz. De 1979 a 1979 fue diputado al Congreso del Estado de Nuevo León y simultánemente en el mismo periodo, presidente estatal del PRI, y al concluir dicho cargo, fue coordinador de la oficinal del gobernador Alfonso Martínez Domínguez.
Al término de éste cargo fue elegido presidente municipal de Guadalupe para el término de 1979 a 1982. De 1983 a 1986 fue secretario de la comisión política del comité ejecutivo nacional de la Federación de Sindicatos de Trabajadores al Servicio del Estado (FSTSE) y delegado del comité ejecutivo nacional de la Confederación Nacional de Organizaciones Populares (CNOP).
En 1985 fue elegido por primera ocasión diputado federal, por el Distrito 9 de Nuevo León a la LIII Legislatura que concluyó en 1988. De 1989 a 1991 fue director general de promoción social y gestoría del gobierno del estado a cargo de Jorge Treviño Martínez y de 1991 a 1995 coordinador para el desarrollo municipal en la administración del gobernador Sócrates Rizzo García. De 1995 a 1997 fue director ejecutivo de fomento metropolitano del ayuntamiento de Monterrey, presidido por Jesús Hinojosa Tijerina.
De 1999 a 2003 fue secretario general de la CNOP en Nuevo León, y en 2003 fue elegido por segunda ocasión diputado federal, esta ocasión representando al Distrito 2 de Nuevo León a la LIX Legislatura. En la Cámara de Diputados fue presidente de la comisión Especial de la Cuenca de Burgos; e integrante de las comisiones de Energía; Especial para la Reforma del Estado; de Relaciones Exteriores; y, de Transportes.
Posteriormente, y hasta su fallecimiento, presidió la Asociación Política “Alfonso Martínez Domínguez”. Falleció en Montemorelos, Nuevo León el 2 de diciembre de 2021.